# Kazimierz Mielęcki
Kazimierz Mielęcki herbu Aulok (ur. 11 sierpnia 1836 w Karnej k. Zbąszynia, zm. 9 lipca 1863 w Mamliczu) – polski naczelnik wojenny województwa mazowieckiego od lutego do 22 marca 1863 roku, dowódca w powstaniu styczniowym.

## Życiorys
Urodził się w Karnej, w powiecie babimojskim w rodzinie Prota Mielęckiego herbu Aulok (właściciela majątku w Karnej, kapitana wojsk napoleońskich, a majora z 1831 roku) i Wandy z Sokołowskich herbu Pomian. Poślubił Salomeę z Pągowskich herbu Pobóg z Konińskiego i osiadł na stałe w Nowej Wsi koło Włocławka. Miał z nią dwie córki: Marię i Józefę.
Uczył się w Poznaniu, a następnie służył w pruskim wojsku w pułku huzarów. Przyłączył się do powstania jako jeden z pierwszych ziemian. Był znanym i cenionym dowódcą powstańczym. 8 lutego 1863 objął dowództwo nad oddziałem powstańczym organizowanym przez majora Ulatowskiego i uderzył na Przedecz, zdobywając magazyny wojskowe z bronią i amunicją. 10 lutego stoczył bój z kolumną rosyjską majora Nelidowa pod Cieplinami, po którym wycofał się w lasy lubostowskie. 20 lutego poddawszy się pod rozkazy Ludwika Mierosławskiego przeżył klęskę pod Krzywosądzem w dniu 19 lutego i uformował nowy oddział. Po aresztowaniu Zygmunta Padlewskiego Rząd Narodowy mianował Mielęckiego pułkownikiem i naczelnikiem sił zbrojnych woj. mazowieckiego. Wkroczył ponownie pod koniec lutego z grupą ochotników na teren Królestwa Polskiego. 21 lutego 1863 roku oddział Mielęckiego przybył do Kazimierza Biskupiego, gdzie ogłosił dekrety Komitetu Centralnego Narodowego. Na początku marca powstańcy rozpoczęli działania zaczepne w północno-zachodniej części powiatu konińskiego. Kazimierz Mielęcki, po kilku udanych utarczkach, przesunął się w lasy kazimierzowskie, gdzie podporządkował sobie mniejsze oddziały Edmunda Calliera i Władysława Miśkiewicza. 1 marca 1863 r. stoczył zwycięski bój pod Bieniszewem, lecz już następnego dnia poniósł porażkę w bitwie pod Dobrosołowem i Mieczownicą. 16 marca zaatakował Rosjan pod Goliną. 22 marca 1863 stoczył regularną bitwę z oddziałami pułkownika E. de Seyn Wittgerstein Berlebour zwaną pod Tartakiem, Olszakiem lub Pątnowem. Z braku amunicji powstańcy zostali zmuszeni do odwrotu. Zostali zaatakowani i rozbici w okolicach Mikorzyna przez kolumnę majora Nielidowa. Ciężko ranny w czasie bitwy pod Mikorzynem koło Ślesina przewieziony został do Wąsosz, a następnie do Gór, Kuśnierza w Księstwie Poznańskim, by ostatecznie trafić do szpitala w Mamilczu. Kierował w dalszym ciągu działalnością powstańczą pomimo ran.

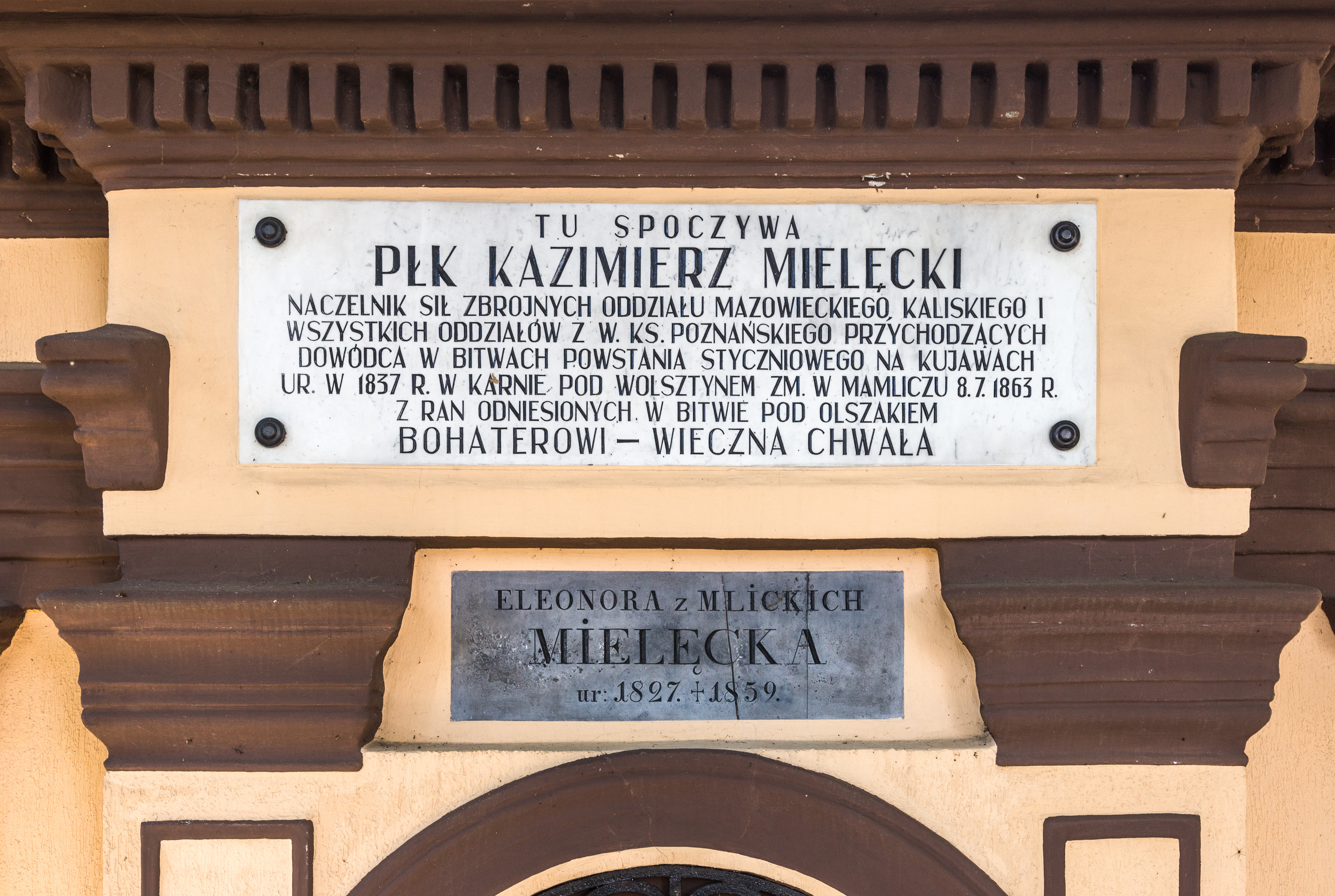
Kaplica grobowa Mielęckich na cmentarzu parafialnym w Łabiszynie

Zmarł po upadku z konia w Mamliczu 9 lipca 1863 roku, a 13 lipca na jego uroczystym pogrzebie, zorganizowanym przez rodzinę Skórzewskich, w Łabiszynie zgromadziło się ok. 10 tys. ludzi, aby przy palących się beczkach smoły oddać mu hołd.
Surowy w ocenach płk Edmund Callier pisał o nim:

Zdanie powszechne o zdolnościach wojskowych Kazimierza Mielęckiego nie było wprawdzie zbyt korzystne, lecz natomiast nikt mu nie zaprzeczy wielu przymiotów bohaterskich, którym tylko zbywało się na dłuższym szeregu doświadczeń wojennych, aby z nich wyrósł wódz wszechstronnie wyrobiony i bohater na wieczną cześć i wdzięczność gnębionej ojczyzny zasługujący. Obywatel polski, właściciel dóbr w Kongresówce, syn zamożnych rodziców, mąż pięknej i młodej małżonki, ojciec małych dzieci, porzucił on wszystko, aby z letargu budzącą się ojczyznę do życia powołać, aby walczyć…

## Upamiętnienie
Jedna z poznańskich ulic nosi imię Kazimierza Mielęckiego.